# Soxibkor Xalqobod
Soxibkor Xalqobod (uzb. «Soxibkor» Xalqobod futbol klubi, ros. Футбольный клуб «Сохибкор» Халкабад, Futbolnyj Kłub "Sochibkor" Chałkabad) – uzbecki klub piłkarski, mający siedzibę w mieście Xalqobod w środkowo-zachodniej części kraju.

## Historia
Chronologia nazw:
- 1979–1980: Soxibkor Yangiyo‘l (ros. «Сохибкор» Янгиюль)
- 1981–1991: Soxibkor Xalqobod (ros. «Сохибкор» Халкабад)

Piłkarska drużyna Soxibkor została założona w miejscowości Yangiyo‘l, w obwodzie taszkenckim w 1979 roku.
W 1980 zespół debiutował w Drugiej Lidze, strefie 6. W 1981 klub przeniósł się do miejscowości Xalqobod i zmienił nazwę na Soxibkor Xalqobod. W sezonach 1985 i 1986 zakwalifikował się do turnieju finałowego, ale w obu przypadkach nie potrafił wywalczyć awans do Pierwszej Ligi. W 1986 startował w rozgrywkach Pucharu ZSRR. W Drugiej Lidze występował do 1991 roku. Po rozpadzie ZSRR klub został rozwiązany.

## Sukcesy

### Trofea międzynarodowe
Nie uczestniczył w rozgrywkach azjatyckich (stan na 31-05-2015).

### Trofea krajowe
| \| \| Zdobyte trofea w rozgrywkach Związku Radzieckiego (stan na: 31-12-1991) \| |                                                                         |      |          |
| Rozgrywki                                                                        | Osiągnięcie                                                             | Razy | Sezon(y) |
| Mistrzostwo                                                                      | I miejsce                                                               | 0    |          |
| Mistrzostwo                                                                      | II miejsce                                                              | 0    |          |
| Mistrzostwo                                                                      | III miejsce                                                             | 0    |          |
| Puchar                                                                           | zdobywca                                                                | 0    |          |
| Puchar                                                                           | finalista                                                               | 0    |          |
| Puchar                                                                           | 1/32 finału                                                             | 1    | 1989/90  |
| II liga                                                                          | I miejsce                                                               | 0    |          |
| II liga                                                                          | II miejsce                                                              | 0    |          |
| II liga                                                                          | III miejsce                                                             | 0    |          |
|                                                                                  | Zdobyte trofea w rozgrywkach Związku Radzieckiego (stan na: 31-12-1991) |      |          |

- Wtoraja liga ZSRR:
  - mistrz w grupie: 1985
  - wicemistrz w grupie: 1986

## Stadion
Klub rozgrywa swoje mecze domowe na stadionie Markaziy w Xalqobodzie, który może pomieścić 1000 widzów.

## Piłkarze
Znani piłkarze:
- / Vadim Abramov
- / Kalandar Achmedow
- / Farid Habibulin
- / Sobir Hodiev
- / Qodir Ibragimov
- / Aleksandr Kozhuhov
- / Tohir Madrahimov
- / Abduqahhor Marufaliev
- / Sergey Ni
- / Bahtiyor Qambaraliev
- / Aleksandr Sayun
- / Sergey Seleznyov
- / Aleksey Semyonov
- / Oleg Sinelobov
- / Aleksandr Tihonov
- /// Vladimir Tsirin
- / Oybek Usmonhojayev

## Trenerzy
...
- 1982:  Viktor Borisov

...
- 1985–1986:  Evgeniy Valitskiy
- 1987:  Vyacheslav Soloxo

...
- 1989:  Yakov Kaprov
- 05.1990–06.1991:  Karim Mo'minov
- 06.1991–12.1991:  Nizam Nartadjiev